# Ivo Minář
Ivo Minář (* 21. květen 1984 v Praze) je bývalý český profesionální tenista. Jeho mateřským klubem je I. ČLTK Praha.
V roce 2000 vyhrál juniorské Mistrovství Evropy, když ve finále porazil svého krajana Tomáše Berdycha. Nejvyššího postavení mezi seniory dosud zaznamenal 20. července 2009, kdy byl klasifikován na 62. místě žebříčku ATP.
Během kariéry vyhrál zatím jeden turnaj ATP ve čtyřhře (Mnichov 2009). Ve dvouhře dosáhl nejlepšího výsledku v roce 2005, když se probojoval do finále turnaje v Sydney, kde prohrál s domácím hráčem Lleytonem Hewittem.
Jeho bratr Jan Minář (* 9. duben 1981) je také profesionálním tenistou, který byl zatím nejlépe hodnocen v květnu 2008 na 177. místě žebříčku ATP.
Mezinárodní tenisová federace mu v říjnu 2009 udělila osmiměsíční zákaz hry za pozitivní dopingový nález metylhexanaminu po červencovém úvodním utkání Davisova poháru s Juanem Martínem del Potrem. Tenista se hájil tím, že vědomě látku neužil, ale že byla přítomna v doplňku stravy zvaném „Tight! Extreme“. ITF oznámila, že je každý hráč odpovědný za to, aby se zakázaná látka nedostala jakýmkoli způsobem do jeho organizmu. Všechna červencová utkání odehraná po Davis Cupu z turnajů ve Stuttgartu, Hamburku a Gstaadu byla anulována. Trest mu vypršel 10. března 2010.
V červenci roku 2010 byl nominován do Davis Cupového týmu ČR, který jel na čtvrtfinálové utkání do Chile. Oba nejlepší čeští hráči, Tomáš Berdych a Radek Štěpánek, odcestovat pro zranění nemohli, a tak byli dodatečně povolání právě Minář a František Čermák. V úvodním zápase se postavil Minář bývalému olympijskému vítězi Nicolási Massúovi. Minář vyhrál 3:0 na sety a připsal si první výhru na Davis Cupu, která přinesla českému výběru vedení 1:0. Minář ještě nastoupil do posledního zápasu za již rozhodnutého stavu 3:1 na zápasy pro Česko. Jeho soupeřem byl mladý chilský tenista Cristobal Saavedra-Corbalan, kterého porazil 2:0 na sety.

## Finálové účasti na turnajích ATP (2)

### Dvouhra - prohry (1)
|   | Datum    | Turnaj            | Povrch | Vítěz          | Výsledek |
| 1 | 10/01/05 | Sydney, Austrálie | Tvrdý  | Lleyton Hewitt | 7-5, 6-0 |

### Čtyřhra - výhry (1)
|   | Datum    | Turnaj           | Povrch | Partner     | Soupeři ve finále         | Výsledek |
| 1 | 10/05/09 | Mnichov, Německo | Antuka | Jan Hernych | Ashley Fisher Jordan Kerr | 6-4, 6-4 |

## Grand Slam

### Dvouhra
| Rok  | Australian Open | Australian Open    | Roland-Garros | Roland-Garros   | Wimbledon | Wimbledon              | US Open | US Open         |
| 2005 | –               | –                  | –             | –               | 2. kolo   | Roger Federer          | 1. kolo | Roger Federer   |
| 2006 | 1. kolo         | Peter Luczak       | –             | –               | 1. kolo   | Guillermo García-López | –       | –               |
| 2007 | –               | –                  | 1. kolo       | Potito Starace  | –         | –                      | –       | –               |
| 2008 | 1. kolo         | Óscar Hernández    | 1. kolo       | Óscar Hernández | 1. kolo   | M. Vassallo Argüello   | 2. kolo | Jarkko Nieminen |
| 2009 | 1. kolo         | Stanislas Wawrinka | 2. kolo       | Andy Roddick    | 2. kolo   | Philipp Kohlschreiber  | –       | –               |

### Čtyřhra
| Rok  | Australian Open    | Australian Open         | Roland-Garros      | Roland-Garros                    | Wimbledon             | Wimbledon                         | US Open | US Open |
| 2006 | 2. kolo Jiří Vaněk | Tomáš Berdych Cyril Suk | –                  | –                                | 1. kolo Jiří Vaněk    | Jonathan Erlich Andy Ram          | –       | –       |
| 2008 | –                  | –                       | 1. kolo Jiří Vaněk | Robert Lindstedt Jarkko Nieminen | 1. kolo Tomáš Cibulec | Feliciano López Fernando Verdasco | –       | –       |

## Postavení na žebříčku ATP na konci sezóny

### Dvouhra
| Rok    | 2000  | 2001    | 2002   | 2003   | 2004   | 2005  | 2006   | 2007   | 2008  | 2009   | 2010   | 2011   | 2012   |
| Pořadí | 1334. | ▲ 1079. | ▲ 629. | ▲ 436. | ▲ 183. | ▲ 70. | ▼ 161. | ▲ 110. | ▲ 93. | ▼ 139. | ▼ 167. | ▼ 183. | ▼ 189. |

### Čtyřhra
| Rok    | 2000  | 2001 | 2002   | 2003    | 2004   | 2005   | 2006   | 2007   | 2008   |
| Pořadí | 1474. | ▼ -  | ▲ 676. | ▼ 1412. | ▲ 421. | ▲ 336. | ▲ 163. | ▼ 886. | ▲ 575. |